# Norwegian Jade (schip, 2006)
De Norwegian Jade is een cruiseschip van Norwegian Cruise Line en is een zusterschip van de Norwegian Jewel. Het schip biedt identiek dezelfde faciliteiten. Tot eind 2007 voer het schip onder de naam Pride of Hawaï voor Freestyle America, de Amerikaanse tak van NCL, die gespecialiseerd is in cruises rond de Hawaïaanse eilanden. Na een aanpassing voor cruises naar Europa en de Caraïben, zoals de toevoeging van een casino, werd het schip in lijn gebracht met de andere schepen van NCL. Het schip heeft een tonnage van 93.558 ton en heeft een lengte van 294 meter. Het schip is 32 meter breed en beschikt over 12 dekken. De passagiers kunnen dineren in 10 restaurants. Op het schip zijn 2 zwembaden aanwezig.